# 張琴 (清朝)
張琴（？—？）為中國清朝武官官員，本籍浙江。1832年（道光12年）奉旨接任劉廷斌擔任台灣鎮總兵。是台灣清治時期此期間，受台灣道制約的台灣地區最高軍事首長。